# 石川豊麻呂
石川 豊麻呂（いしかわ の とよまろ）は、奈良時代の貴族。官位は従五位上・造宮大輔。

## 経歴
孝謙朝において、造東寺司判官を経て、天平勝宝9歳（757年）従五位下に叙爵。天平宝字7年（763年）鋳銭長官に叙せられるが、淳仁朝から称徳朝にかけて政変（藤原仲麻呂の乱か）に巻き込まれたらしく官位を剥奪される。
光仁朝の宝亀4年（773年）罪を赦され、本位（従五位下）に復して左京亮に任ぜられる。宝亀5年（774年） 3月に尾張守として地方官に転じるが、翌月には美濃介に遷る。宝亀9年（778年）従五位上・造宮少輔に叙任されて京官に復し、天応元年（781年）桓武天皇の即位後まもなく造宮大輔に昇格している。

## 官歴
『続日本紀』による。
- 時期不詳：正六位上
- 天平勝宝4年（752年） 10月25日：見造東寺司判官[1]
- 天平勝宝9年（757年） 8月4日：従五位下
- 天平宝字5年（761年） 日付不詳：見巡察使[2]
- 天平宝字7年（763年） 正月9日：鋳銭長官
- 時期不詳：官位剥奪
- 宝亀4年（773年） 2月29日：従五位下（復本位）。5月19日：左京亮
- 宝亀5年（774年） 3月5日：尾張守。4月24日：美濃介
- 宝亀9年（778年） 正月16日：従五位上。2月23日：造宮少輔
- 天応元年（781年） 5月25日：造宮大輔